# Anthropoides
 Anthropoides  var tidligere en lille traneslægt, med to arter.
De to arter er nu i Traneslægten (Grus).
- Paradistrane (Grus paradisea), lever i det sydlige Afrika
- Jomfrutrane (Grus virgo), som yngler i centralasien og det østlige Tyrkiet

Begge arter er mellem 85-100 cm lange med vingefang op til 190 cm. De lever i tørre græsområder, hvor de lever af frø og insekter. Til gengæld opholder de sig ikke ret meget i vådområder. 
Jomfrutranen er en trækfugl, der overvintrer i Afrika. Paradistranen er en ynglestrejffugl, der yngler i højlandet og bevæger sig ned i lavlandet udenfor yngletiden.
Disse høje fugle har en blågrå fjerdragt. Paradistranen har en hvid krone, og Jomfrutranen har et hvidt og sort mønster på hoved og hals. De har begge mørke svingfjer, men Paradistranens er meget sortere end Jomfrutranens.
Som andre traner trompeterer de med dybe toner.